# Maria Fris
Maria Fris (* 8. Juni 1932 in Berlin; † 27. Mai 1961 in Hamburg) war eine deutsche Ballerina. Sie war Primaballerina an der Hamburgischen Staatsoper.

## Leben und Werk
Maria Fris hatte mit 16 Jahren ihren ersten Soloauftritt und war eine Schülerin von Tatjana Gsovsky an der Berliner Oper. Sie tanzte neben Gertrud Kückelmann in dem Musical-Film Das tanzende Herz sowie in Fernsehshows der 1950er und 1960er Jahre.
1960 wurde sie zusammen mit Rainer Köchermann als erste Solotänzerin an der Hamburgischen Staatsoper verpflichtet. Nach einer Sehnenzerrung an beiden Fußgelenken musste sie längere Zeit pausieren. Sie beging im Hamburger Opernhaus Suizid. Ihre Urne wurde auf dem Friedhof Ohlsdorf beigesetzt.

## Filmografie
- 1955: Der Himmel ist nie ausverkauft